# میوه ممنوع

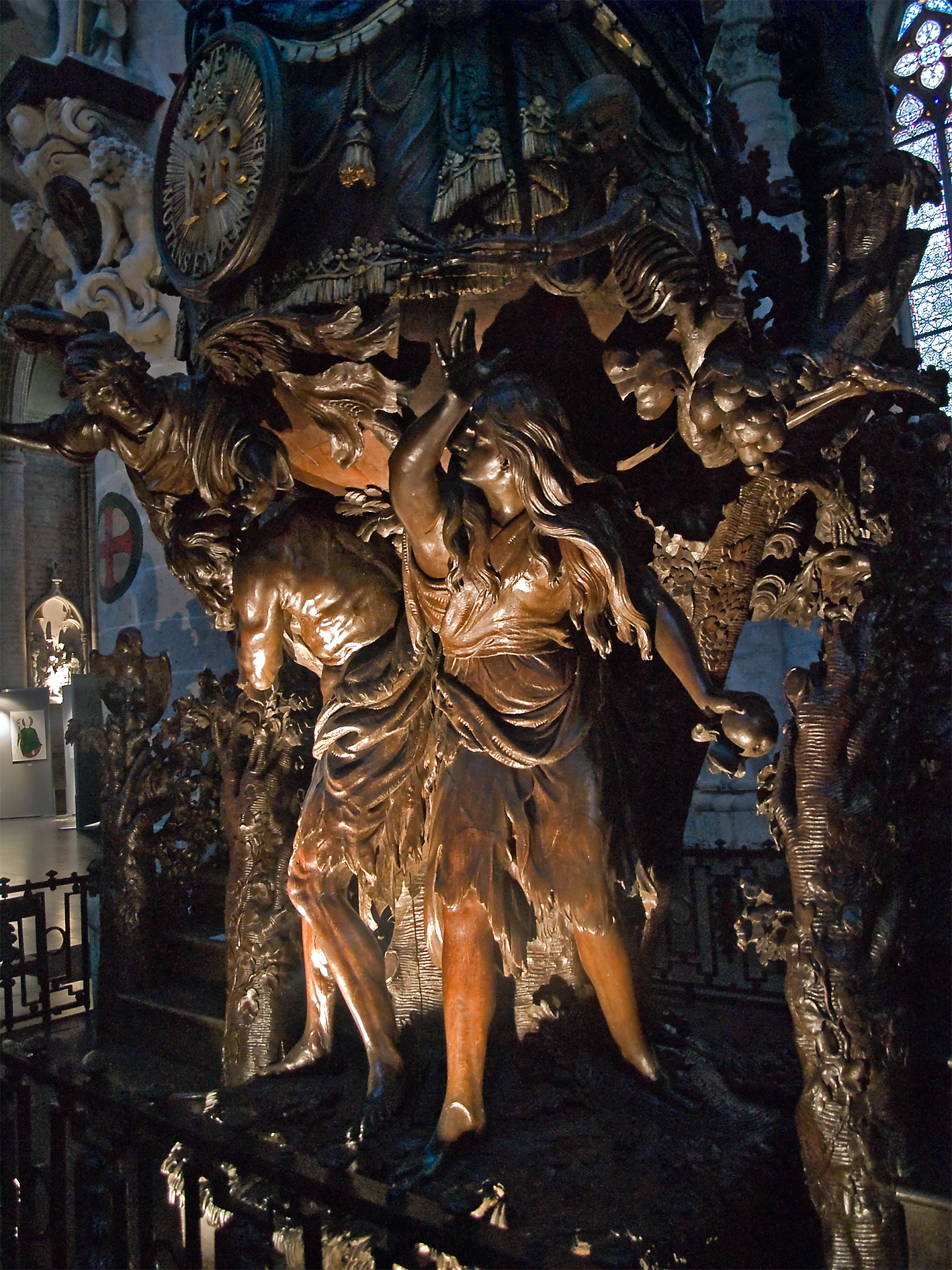
آدم و حوا اخراج شده از بهشت. حوا هنوز میوه ممنوعه را در دست دارد. صندلی کلیسای جامع بروکسل.

میوه ممنوع یا درخت ممنوع اصطلاحی در ادیان ابراهیمی در اشاره به درختی‌ست که آدم و حوا از خوردن میوه آن منع شده بودند و توسط شیطان وسوسه شده و از ان درخت خوردند و به زمین تبعید شدند
به داستان درخت ممنوع در یهودیت، مسیحیت و اسلام اشاره شده‌است. آدم و حوا با خوردن این میوه نخستین گناه تبار انسان را مرتکب شدند و به کیفر آن به زمین تبعید شدند. در کتاب پیدایش در عهد عتیق، این درخت، درخت معرفت نیک و بد نامیده شده‌است؛

## یهودیت
در الهیات یهودی، فقط خدا می‌تواند هر آنچه که می‌خواهد اراده کند، چرا که خدا خیر مطلق است و به همین جهت فقط خیر را می‌تواند اراده کند؛ و حق آزادی مطلق دارد. تفسیر عالمان الهیات یهودی این است که نخستین زوج انسانی، با خوردن میوه ممنوع، چنان عمل کردند که گویی خیر مطلق بودند. در الهیات یهودی، درخت معرفت خیر و شرّ نمایان‌گر قوه تجلی یا قوهٔ مربوط به اصل عالم است که مجسّم کننده‌است.
در تورات آمده‌است که: درخت معرفت نیک و بد در وسط باغ عدن جای داشته‌است. (پیدایش ۲:۹) و خداوند آدم و همسرش را از خوردن از این درخت منع کرد. ماری حوا را وسوسه کرد که از میوه درخت معرفت بخورد. حوا همسرش آدم را نیز به خوردن از آن میوه ترغیب کرد، و آن‌ها از برهنگی خود آگاه شدند. از آن پس آدم و حوا از باغ عدن رانده شدند. و از آن پس مجبور بودند خود دست به ساختن، تولید، ابداع و اختراع بزنند و از کشاورزی و دام‌پروری وسایل مورد حاجت خود را فراهم آورند.

## مسیحیت

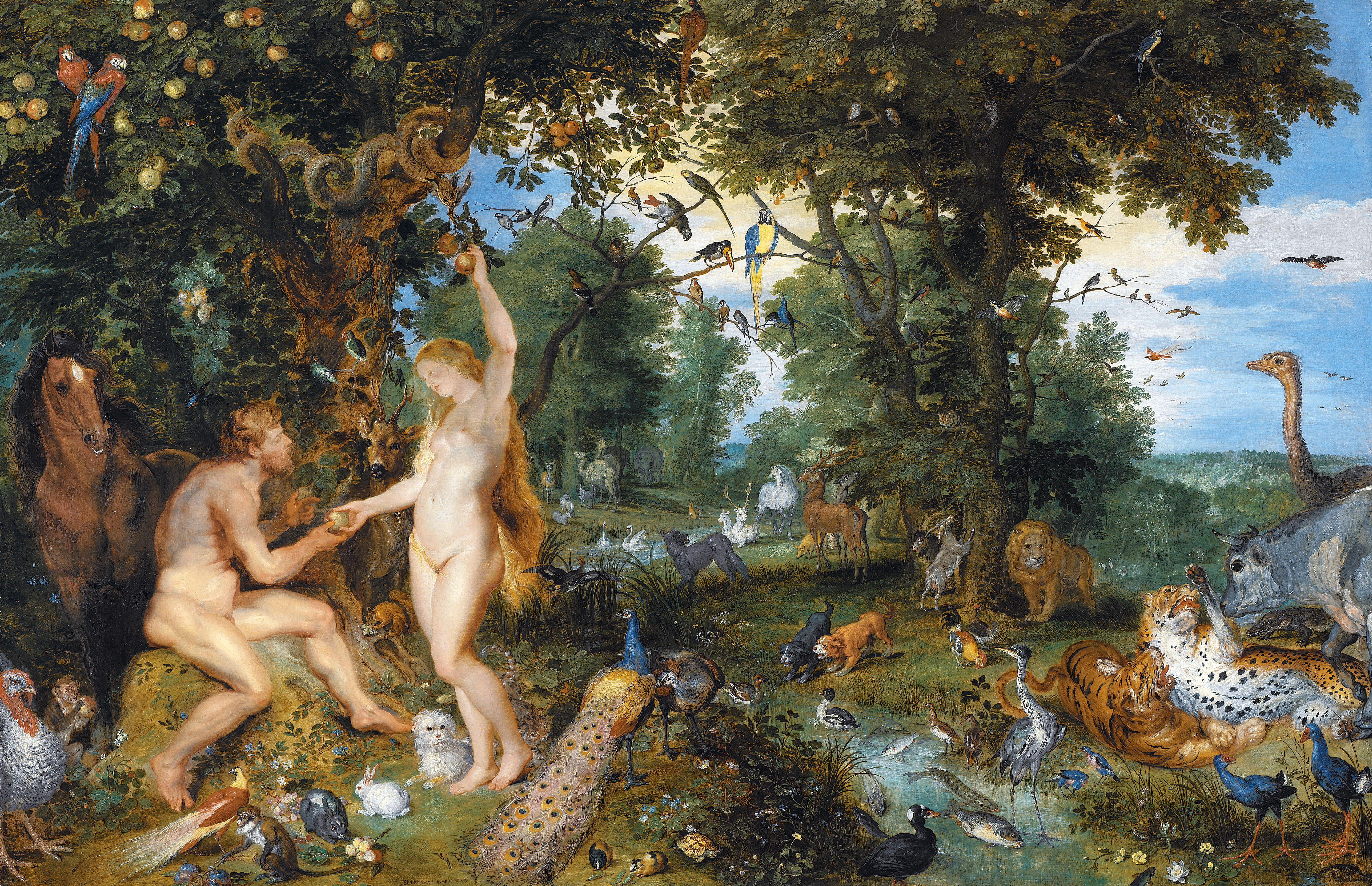
تصویر از گناه اصلی توسط پیتر پل روبنس.

در خداشناسی مسیحی، درخت معرفت نیک از بد به مفهوم توارث گناه پیوند خورده‌است؛ باور دین‌شناسان مسیحی این است که بشر بار نخستین گناه آدم و حوا را به دوش می‌کشد و هیچ انسانی نمی‌تواند بی‌گناه باشد. البته گروهی از مسیحیان نیز اعتقاد دارند که بشر امروز همان قدر بین گناه و رستگاری حق انتخاب دارد که آدم و حوا انتخاب داشته‌اند.

## اسلام
روایت قرآن از داستان درخت ممنوعه تفاوت‌هایی با روایت تورات دارد؛ بر اساس قرآن، خدا آدم و حوا را هر دو از خوردن از این میوه منع نمود؛ قرآن هنگامی که به وسوسه شیطان و خوردن آدم و حوا از میوه ممنوع می‌پردازد؛ ضمیر را به صورت تثنیه می‌آورد و در نتیجه مرد و زن را در مورد مسؤولیت این گناه مساوی فرض کرده‌است. قرآن، برخلاف کتاب تورات که آدم و حوا را نه به خاطر نفس عریانی بلکه به خاطر شرم، سرزنش می‌کرد؛ آن دو را به خاطر فریب خوردن از شیطان سرزنش می‌کند؛ و هدف شیطان را گشودن عریانی آن دو می‌داند.

### دیدگاه متفکران اسلام (تشیع)
سید حسین نصر ضمن پذیرفتن تعبیر درخت ممنوع به درخت معرفت نیک و بد، مفهوم برهنگی انسان را به سرشت نیمه‌خدایی او مربوط کرده‌است. علی شریعتی نیز این درخت را درخت معرفت نیک و بد دانسته‌است. با این حال مرتضی مطهری، تعبیر درخت ممنوع به درخت معرفت را از زیان‌بارترین تحریفات طول تاریخ بشریت یاد کرده‌است و معتقد است اندیشه تضاد بین علم و دین که پس از قرون وسطا در جوامع غربی مطرح شد، ریشه در این تحریف دارد؛ مرتضی مطهری همچنین معتقد است که در اصل این داستان تحریف روی داده‌است، تا زن به عنوان عنصر گناه یا نوعی شیطان کوچک تلقی شود و مرد در ذات خود از گناه مبری گردد.

## فرهنگ و ادبیات
در بسیاری از آثار نویسندگان و شعرای ملل مختلف جهان از مذاهب گوناگون اشارات و استفاده‌هایی از این موضوع شده‌است
در ادبیات فارسی نیز شعرا در موارد بسیار و برای عبرت آموزی از این موضوع بهره برده‌اند. مثل این شعر حافظ
حافظ:
| پدرم روضه رضوان به دو گندم بفروخت |  | ناخلف باشم اگرمن به جوی نفروشم |

حافظ:

## تصورهای اشتباه
- میوه ممنوعه آورده شده در سفر پیدایش در دین یهودیت معمولاً سیب درنظرگرفته‌شده[۵] و در هنر غربی هم عمدتاً چنین تصویر گردیده‌است. هرچند کتاب مقدس به‌طور مشخص به نوع آن اشاره نمی‌کند. متون عبری اصیل تنها به میوه و درخت اشاره می‌کنند. ترجمه‌های لاتین اولیه از واژهٔ mali استفاده می‌کنند که می‌تواند هم معنای بد و هم معنای سیب را بدهد. هنرمندان آلمانی و فرانسوی از قرن دوازدهم به بعد معمولاً میوه را به صورت سیب ترسیم کرده‌اند. جان میلتون در کتاب خود صراحتاً میوه را سیب برشمرده‌است.[۶] دانشمندان یهودی گفته‌اند که میوه می‌تواند به انگور٫ انجیر، گندم یا نوعی لیمو نیز اشاره کند.[۷][۸][۹]
- ربی یهودا عیلای معتقد بود که این میوه، گندم بوده، چون کودک مادامی که نان گندم نخورد، جنسیت پدر و مادرش را نشناسد.[۱۰]
- در منابع اسلامی هیچ‌گاه نام سیب نیامده است، و گاه بوته گندم دانسته شده‌است.